# هورنسومرن
هورنسومرن (به آلمانی: Hornsömmern) یک شهر در آلمان است که در اونستروت-هاینیش واقع شده‌است. هورنسومرن ۱۵۷ نفر جمعیت دارد.